# Францишково (Свецький повіт)
Францишково (пол. Franciszkowo) — село в Польщі, у гміні Буковець Свецького повіту Куявсько-Поморського воєводства.
Населення — 181 особа (2011).
У 1975-1998 роках село належало до Бидгощського воєводства.

## Демографія
Демографічна структура станом на 31 березня 2011 року:
|          | Загалом | Допрацездатний вік | Працездатний вік | Постпрацездатний вік |
| -------- | ------- | ------------------ | ---------------- | -------------------- |
| Чоловіки | 88      | 13                 | 69               | 6                    |
| Жінки    | 93      | 27                 | 54               | 12                   |
| Разом    | 181     | 40                 | 123              | 18                   |